# Luka Cindrić
Luka Cindrić, né le 5 juillet 1993 à Ogulin, est un joueur de handball croate évoluant au poste de demi-centre en équipe nationale de Croatie et, depuis 2024, pour le Veszprém KSE.

## Biographie
Après trois saisons dans le club macédonien du Vardar Skopje ponctuée d'unevictoire lors de la Ligue des champions 2016-2017, Luka Cindric rejoint en 2018, pour le club polonais du KS Kielce puis en 2019 le FC Barcelone.

## Palmarès

### En clubs
Compétitions internationales
- Vainqueur de la Ligue des champions (3) : 2017, 2021, 2022
  - finaliste en 2020
- Vainqueur de la Coupe du monde des clubs (1) :  2019
- Vainqueur de la Ligue SEHA (2) : 2017, 2018

Compétitions nationales
- Vainqueur du Championnat de Macédoine (5) : 2014, 2016, 2017, 2018
- Vainqueur de la Coupe de Macédoine (3) : 2016, 2017, 2018
- Vainqueur du Championnat de Pologne (1) : 2019
- Vainqueur de la Coupe de Pologne (1) : 2019
- Vainqueur du Championnat d'Espagne (4) : 2020, 2021, 2022, 2023
- Vainqueur de la Coupe du Roi (4) : 2020, 2021, 2022, 2023
- Vainqueur de la Coupe ASOBAL (2) : 2020, 2021, 2022, 2023
- Vainqueur de la Supercoupe d'Espagne (4) : 2019, 2020, 2021, 2022

### En équipe nationale
- Médaille de bronze au Championnat d'Europe 2016
- 4e place au Championnat du monde 2017
- Médaille d'argent au Championnat d'Europe 2020 en Suède/Autriche/Norvège

### Distinctions individuelles
- meilleur buteur du Championnat de Croatie en 2012/2013 (243 buts, HRK Karlovac)
- nommé à l'élection du meilleur handballeur mondial de l'année en 2017 (lauréat non désigné)
- Élu handballeur croate de l'année en 2017, 2018, 2021, 2022